# Доротея Бейт
Доротея Бейт (8 листопада 1878 – 13 січня 1951) — була валлійською палеонтологом і піонером археозоології. Роботою її життя було знайти скам'янілості нещодавно вимерлих ссавців, щоб зрозуміти, як і чому еволюціонували гігантські та карликові форми.

## Біографія
Бейт народилася в Нейпір-хаусі, Кармартен, Кармартеншир, і була дочкою суперінтенданта поліції Генрі Реджинальда Бейта та його дружини Елізабет Фрейзер Вайтхілл. У неї були старша сестра і молодший брат. Вона мала низьку формальну освіту і одного разу зазначила, що її освіта «була лише ненадовго перервана школою». Коли їй було 34 роки, її брат зламав ногу, і вона витратила близько 18 місяців на догляд за батьками. Пізніше батьки позбавили її спадщини, щоб дати придане братові, щоб він одружився із заможною жінкою.
У 1898 році, ще підлітком, вона почала працювати в Музеї природної історії в Лондоні. Вона виконувала технічну роботу і з часом навчилася працювати зі скам'янілостями. У 1901 році Бейт опублікувала свою першу роботу «Коротка розповідь про кістяну печеру в кам’яновугільному вапняку долини Уай» у Geological Magazine.
У 1904 році під час досліджень на узбережжі мису Малекас на Криті Бейт виявив перші поодинокі викопні сліди існування вимерлого виду карликового мамонта Mammuthus creticus. У 1919 році на основі скам'янілостей, виявлених на Балеарських островах, вона описала вид вимерлих гризунів Hypnomys morpheus. У 1947 році вона описала викопні сліди Thryonomys arkelli, знайдені в Судані.
Після смерті Бейт вчені дали кільком нещодавно описаним видам тварин видові епітети, які є епонімами, щоб відзначити її наукові досягнення. Серед них: Myotragus batei (Pairo and Angel, 1966), Mus bateae (Mayhew, 1977) і Cervus dorothensis (Barbato, 1992).

## Портрет
Акварельний портрет Бейт у молодості, намальований її сестрою, перебуває в Музеї природознавства. На ньому вона носить чорну сукню, оброблену білим мереживом, і велику рожеву троянду. 

## Вибрані праці
- A short account of a bone cave in the Carboniferous limestone of the Wye valley,  Geological Magazine, new series, 4th decade, 8 (1901), pp. 101–6
- Preliminary Note on the Discovery of a Pigmy Elephant in the Pleistocene of Cyprus (1902–1903)[13]
- Further Note on the Remains of Elephas cypriotes from a Cave-Deposit in Cyprus (1905)[14]
- On Elephant Remains from Crete, with Description of Elephas creticus (1907)[15]
- Excavation of a Mousterian rock-shelter at Devil's Tower, Gibraltar (with Dorothy Garrod, L. H. D. Buxton, and G. M. Smith, 1928)[16]
- A Note on the Fauna of the Athlit Caves (1932)[17]
- The Stone Age of Mount Carmel, volume 1, part 2: Palaeontology, the Fossil Fauna of the Wady el-Mughara Caves (with Professor Dorothy Garrod, 1937)[18]